# Спиридон Грамадов
Спиридон Петров Грамадов Кьорчоолу е български учител и политик.

## Биография
Роден е през 1820 г. в Арбанаси. Той е брат на капитан Павел Грамадов, български офицер на руска служба. Грамадов учи в гръцкото училище в Арбанаси, а след това учи в Търново. Известно време учи в Панагюрище при Сава Радулов и в крайна сметка завършва класното училище – даскалоливницата в Елена. Учителства последователно в Ески Джумая (1852 – 1864), Разград (1865 – 1867), Ески Джумая (1869 – 1870), Варна (1872 – 1873) и Хаджиоглу Пазарджик (1873 – 1874 и 1876). Основно преподава смятане, геометрия и география, като използва взаимоучителния метод. Създава трикласно училище в Хаджиоглу Пазарджик (Добрич). През 1864 г. с Петко Славейков и Христо Самсаров полагат основите на читалище „Напредък“. През 1869 г. въвежда честването на св. св. Кирил и Методий в Ески Джумая (Търговище). Написва редица учебници като „Пълна математическа и физическа география от Спиридона Петрова. част 1. Математическа география“ (Русе, 1965). Сътрудничи на в. България (1859 – 1863). След избухването на Руско-турската война от 1877 – 1878 г. е председател на окръжния съд в Търговище. Народен представител в Учредителното събрание „по право“ като председател на съда. С либерални убеждения. От 1879 до 1887 г. е мирови съдия в Търговище, Севлиево и Тервел. Умира на 23 февруари 1891 г. в Търговище.